# إقليمية نقدية
الإقليمية النقدية هو مصطلح يشير إلى نهج يسعى لمواجهة مفهوم اللامكان في العمارة الحديثة باستخدام القوات السياقية لإعطاء معنى وروح للمكان. مفهوم الإقليمية الحرجة استخدم لأول مرة من قبل الكسندر تزونيس وكينيث ليفيفر وفي وقت لاحق
من قبل فرامتون.
الإقليمية تعتبر واحدة من حركات ما بعد الحداثة في العمارة.

## فرامبتون والإقليمية
فرامبتون كتب وجهات نظره في كتابة «نحو الإقليمية» («Towards a Critical Regionalism), ست نقاط للعمارة المقاومة», مستدعياً أسئلة بول ريكيور بالنسبة:
- "كيف تصبح العمارة عصرية وتعود في نفس الوقت إلى المصادر؟،
- كيف تأهيل القديم؟،
- حث الحضارة الساكنة على المشاركة في الحضارة العالمية".

وفقاً لما قال فرامبتون: الإقليمية الناقدة يجب أن تعتمد النوعيه العالمية للعمارة الحديثة الناقدة وفي الوقت نفسه أن تعطي أجوبة خاصة لكل سياق، أخذة بالاعتبار التضاريس، والمناخ، والضوء، الشكل التكتوني (tectonic) بدلاً من المشهدية (scenography) والإدراك اللمسي بدلا من البصري.
فرامبتون يستخدم الظاهراتية (phenomenology) لتكملة مواضيعه.

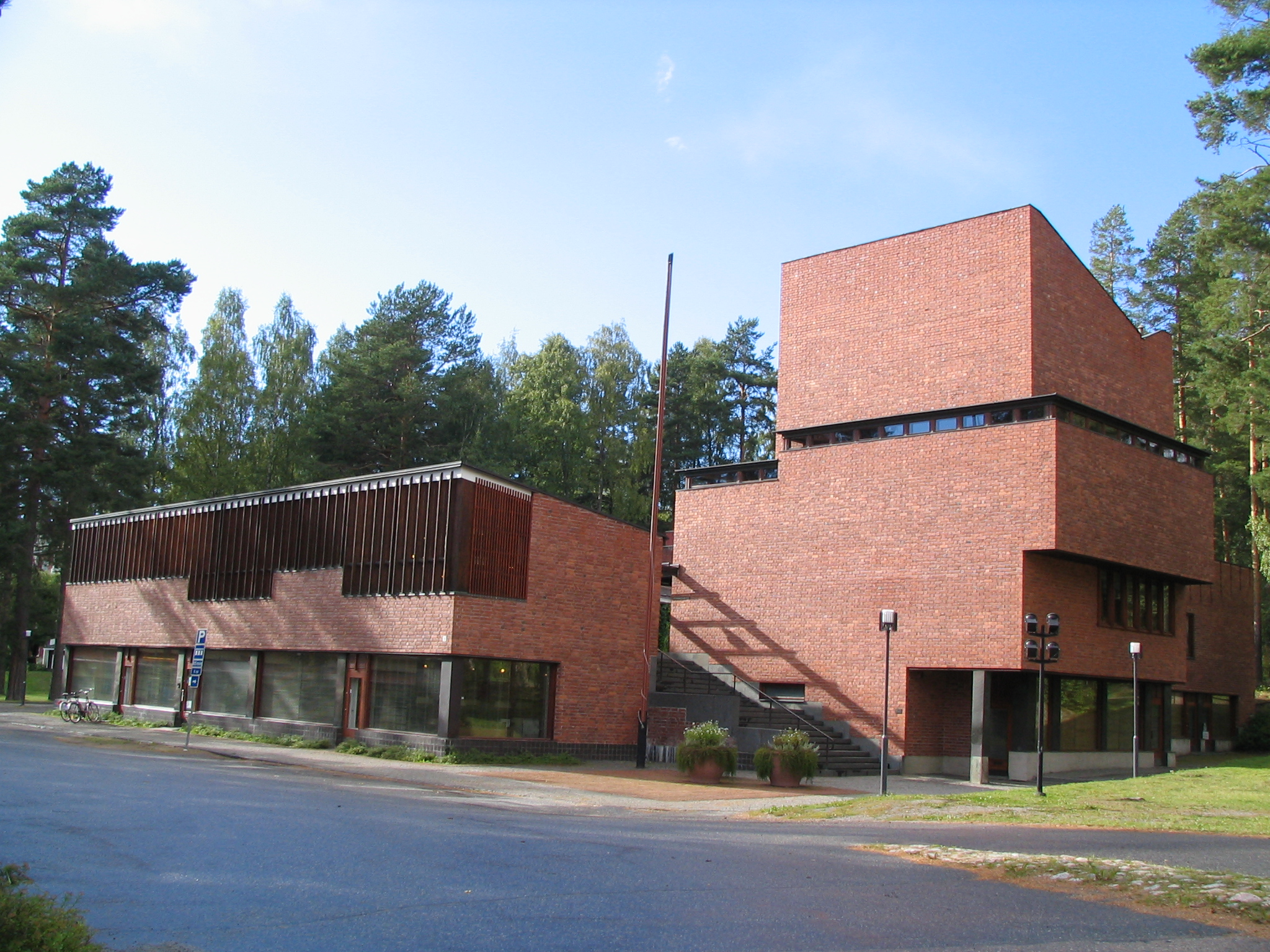
دار البلدية سايناتسالو-Säynätsalo

ويناقش بإيجاز مثالين ل يوتزون (Jørn Utzon) ول آلتو (Alvar Aalto). فرامبتون يرى في كنيسة Utzon Bagsvaerd (1973-76)، بالقرب من كوبنهاغن، وعيا ذاتيا للتوليف بين عالم الثقافة والحضارة العالمية. هذا ما يظهر من العقلانية، المعيارية، محايدة ورخيصة التكلفة، في جزء منه، مسبق التصنيع (prefabricated concrete) الغلاف الخارجي (أي الحضارة العالمية) بالمقارنة بتصميم خاص، غير اقتصادي، وبيولوجي، خرسانة مسلحة (reinforced concrete) في الداخل، بتلاعب الضوء المقدس للمكان وعبر العديد من المراجع الثقافية '، فرامبتون يرى أنة لم يسبق له مثيل في الثقافة الغربية، كم هو سقف الباغودا (أي عالم الثقافة).
في حالة آلتو، ناقش مبنى البلدية (Säynätsalo Town Hall) (1952)، الذي كما يقول هو مقاومة لهيمنة التكنولوجيا العالمية، وكذلك اطلاع على لمسة وجودة مواد البناء والشعور باحتكاك الطوب وبسلالم الخشب الربيعي.

## جينو فالي
جينو فالي يمثل إحدى مؤيدين الإقليمية—وهو معماري ركز مشاريعة في مدينة مسقط رأسه أوديني
الإقليمية ترفض التخلي عن الخصائص المحلية، وتنتقد العمارة الحديثة اللاإنسانية. تريد بناء بيئة فيها المهندس يركز على موقع المشروع. ضد الميل إلى الحضارة العالمية والتركيز على التهوية الطبيعية، والضوء والتربة والمناخ، والتي تعتبر الأسس التي تدعم المشروع. إعطاء أهمية ثانوية للمظهر، والتركيز على حاسة اللمس، ودرجات الحرارة المختلفة حسب البيئات المختلفة، والروائح والاصوات وعل ى تشطيبات الأرضيات والجدران. وهذا لأعطاء حالة حسية ونفسية ايجابية. لا يجب أن ننسى ابدا ما هو محلي.

## معماريون الإقليمية
يمكن القول إن المهندسين التاليين قد استخدموا نهجا مماثلا للإقليمية في بعض أعمالها:
آلتو، يوتزن، ستوديو غرانادا (Studio Granda)،ماريو بوتَا (Mario Botta)، دوشي (B. V. Doshi)، تشارلز كوريا (Charles Correa)، ألفارو سيزا، رافائيل مونيو (Rafael Moneo) جيفري باوا (Geoffrey Bawa)، راج ريوال (Raj Rewal)، تاداو أندو (Tadao Ando)، ماك سكوجن (Mack Scogin), ميريل لايلام (Merrill Elam)، كين يانك (Ken Yeang)، ويليام ليم (William S.W. Lim)، تاي خنج سون (Tay Kheng Soon)، يوهاني بالاسما، تان هوك بنك (Tan Hock Beng).
مفهوم «الإقليمية» استعمل في النظرية السياسية، وخاصة في أعمال شاكرافورتي (Gayatri Chakravorty Spivak).

## مقالات

### المكان والبداية
لقد مرت عشرون سنة منذ كان عام 1983، عندما كينيث فرامبتون رمى الحجر في المستنقع، ببرنامجه الطموح المتعلق بالإقليمية: ست نقاط للعمارة المقاومة. معنى واتجاه هذه المقاومة يتحدد بكلمات بول ريكوير، التي كتبها في عام 1961، والتي اقتبسها فرامبتون في مقالته:
ظاهرة العولمة، على الرغم من تقدم البشرية، لكنها نوع من التدمير الرفيع، ليس فقط للثقافات التقليدية، والذي قد لا يكون خاطئ، ولكن أيضاً لنواة الأبداع للثقافات، التي على أساسها نفسر الحياة، والأخلاقية والأسطورية للإنسان.
الصراع نابع من هنا. لدينا شعور بأن هذه الحضارة العالمية تمارس، في الوقت نفسه، نوعا من الاحتكاك على حساب الموارد الثقافية التي حازت عليها حضارات الماضي.
ويتجلى هذا الخطر، من بين جملة ألأثار المزعجة الأخرى، في انتشارها أمام أعيننا. في كل جزء من العالم نجد نفس الأفلام الرديئة، ونفس سلوت ماشين، نفس الوحشيات من البلاستيك والألومنيوم، ونفس اللغة الفاسدة للدعاية والإعلان، وما إلى ذلك. وكأن الإنسانية ذهبت إلى ثقافة الاستهلاك الجماهيري مقيدة بالأجماع على مستوى الفرعية (subculture) [...].
الحقيقة أنه لا يمكن لأي ثقافة استيعاب صدمة الحضارة الحديثة.
وهنا يكمن التناقض كيفية إحياء حضارة قديمة كامنة وفي نفس الوقت المشاركة في الحضارة العالمية.
ابتداء من فرامبتون، هناك الاقتراح بمقاومة انتشار الحضارة المعاصرة، والاعتقاد أن العمارة هي الأداة الملائمة لهذا الواجب، والتي حاولت إعطاء العديد من الأجوبة. ولكن إذا نظرنا إلى أي عمارة (المتحضرة أيضاً) غزت العالم في عام 2006، فإنه من الواضح أن هذه العمارة لم تعد تعتمد على الجدلية الألفية التي قادت العمارة حتى الآن، بل تعتمد على استمرارية السطوح المطوية أو المنحنية، دون اعتبار التكتونية ولا حتى خصائص الموقع. سفن فضاء عملاقة جاءت من الفضاء، وهبطت على أيتها قطعة من الأرض. ببساطة، مقتنعة ومقنعة فقط لحداثتها، ويبدو أنها ترفض الحوار مع 'الحضارة الكامنة القديمة'، وحتى بوجود أي نوع من المفارقة (paradox).
عمارة المقاومة وحدها تبدو الآن ضعيفة للغاية، ولا تكفي لهذا الصراع. ما هو الذي يمكن عمله؟.
المسألة معقدة لدرجة أنه يمكن أن يكون هناك إجابات جزئية فقط، محاولات واختبارات في حالات ثقافية محددة. المحاولات ليست كلية ولكن خصوصية، ليست صحيحة على الإطلاق، بل في حالات خاصة. 
ليست قواعد وأنظمة، وإنما مجرد مؤشرات منهجية للمشروع.

### النقد الإقليمي
هو نص من تأليف الكسندر تزونيس (Alexander Tzonis) وليان ليفيفر (Liane Lefaivr) عن العمارة والهوية في عصر العولمة، ميونخ 2004 بريستل (Prestel).
على مدى السنوات العشر الماضية، منذ أدرج مصطلح الإقليمية، ظهر أنه واحد من أبرز اتجاهات العمارة المعاصرة. ولكن حتى الآن بالنسبة لكثير من الناس مفهوم الإقليمية لا يزال موضع شك.
لماذا الحديث اليوم عن الإقليمية، في اللحظة التي فيها ممارسة الهندسة المعمارية هي أكثر عولمة من أي وقت مضى، وعندما تنقل مستخدمي المباني وتنوع اهتماماتهم وخلفياتهم وصلت لمستويات غير مسبوقة؟.
بشكل عام، مفهوم الإقليمية يتضمن معنى إيجابي، إذا لم يكن في الحفاظ على القيم بدلا من مفهوم«النقد»، مما يعني موقفا سلبيا، إن لم يكن تعصبية.
ويرى التقرير أن النزعة الإقليمية تحول المباني إلى أشياء تحث على التفكير. لاستخدام مصطلح فيكتور بوريسوفيتش شكلوفسكي (Victor Schklovsky)، تغريب (defamiliarizes) خمسة عناصر إقليمية، بدلا من تحويلها إلى محيط عائلي. وبالإضافة إلى ذلك، تبين أن الجانب الناقد للإقليمية اليوم هو بشكل رئيسي إنشائي، على الرغم من المعارضة القوية للممارسة التيار العام.
لاستكشاف هذا النقاط، وضعنا تفسيرنا للإقليمية ضمن أفق تاريخيّ واسع جدّا هذا الحاشية التفسيريّة تاريخيّة يمكن أن تحرّرنا من الالتباس الحاليّ في معنى الإقليمية الذي يشير إلى معان مختلفة أثناء تاريخها الطويل. إن أيّ شيء يظهر من هذا المنظورة، هو قدرة الإقليمية على تعريف نفسها وعلى الاستمرار في التطور والتغير والإبداع.

#### النظرية الإقليمية
النظرية الأولى الموثقة والتي تضمن مراجع للعمارة الإقليمية كانت في الكتب العشرة لفيتروفيو (Vitruvius). الذي أشار إلى أن الشكل البدني لمختلف الشعوب يختلف تبعا للظروف المناخية في المناطق التي نمو فيها، وحيث استنتج أن في «ترتيب المباني ينبغي أن يُسترشد على نوع المكان وعلى التغيرات المناخية.» وهكذا، فإن المباني التي تواجه الشمال يجب أن تغلق لعزل المبنى من الرياح الباردة. وفي المناطق الجنوبية حيث الطقس حار، المبنى يجب أن يكون مفتوح للهواء باتجاه الشمال أو الشمال الشرقي.
المقاومة ألإقليمية تبدو وكأنها شذوذ سيء الحظ لشريعة كلاسيكية تدعو لإخضاع خصائص الموقع الطبيعية لأوامر النظام العالمي المثالي. ولكن بالإضافة إلى اعتبارها شاذة، هذا النظام يعطي ألإحساس بان الخصائص الإقليمية ذو مستوى أدنى. الجنوبيين، على سبيل المثال، «ونظرا لمناخهم، العقل يزداد حدة بفعل الحرارة ومعرض للتفكير الهمجي. الأشخاص الشماليّون هم أسوأ.» بما انهم معرضين لمناخ بارد، فالعقل أبطأ «مثل» ثعابين فصول الشتاء الممطرة.

#### الإقليمي ضد الإقليمية
ألاف السنين بعد فيتروفيو، الخطط توسعت، وشؤون الأقاليم أصبحت أكثر تعقيداً. لاحظنا بداية التضاد بين الإقليمي والإقليمية، ما يميز الإقليمي هو إدماج عناصر إقليمية في التصميم بوظيفة لها معنى، ليس فقط لتتلاءم مع الظروف البيئية ولكن أيضاً لانتقاد نظام معماري الذي استثمر في التطبيقات العالمية.
منذ ظهورها المبكر، الإقليمية عبرت عن رغبتها بالتحرر من القوى البشعة التي تلزم على استعمال أنماط معينة من أصل أجنبي غير شرعي.
بعد ألاف السنين لوحات فيتروفيو أعطت القواعد للعمارة الكلاسيكية، والتي في فترة الكوثيك (فن قوطي) أصبحت ذو استعمال محدد على مناطق صغيرة. أول حركات للإقليمية يمكن أن تنسب إلى عصر النهضة حيث كان هناك تراث الفن العظيم.
نيكولاس كريشنسي (Nicholas Crescenzi) كان مواطن روماني متحالف مع جماعة الجمهورية الرومانية الأولى، التي قللت من أهمية البابا. للتعبير عن هذا النفوذ المحلي، نيكولاس أنشأ لنفسه بيتاً، الذي ما يزال قائماً ومعروف باسم منزل الكريشينسي، حيث أدمج في التصميم ذكريات رومانية، مثل أجزاء وشظايا من المباني الكلاسيكية الرومانية وتماثيل. ما يُلاحظ بقوة، هو صف من أنصاف أعمدة في إحدى واجهات المبنى. عملت بطريقة وكأنها تحاكي النمط الروماني القديم.
في وسط مدينة القرون الوسطى القائمة، على واجهات المباني التي تمثل رمز القوة، نيكولاس نحت العبارة التالية: «هذا البيت منمق ليس لمجد نيكولاس، ولكن لمجد روما العظيمة». وهذا لتأكيد حرفياً الرسالة المعمارية.
لكن القرن السابع عشر، النظام الكلاسيكي، الذي هو تعبير عن النزعة الإقليمية الروماني ضد الطموحات المطلقة للسلطة البابوية، والذي بدوره أصبح مرتبطا بالمطلق

#### الإقليمية الخلابة
ليس من المفاجئ، ان الحديقة الخلابة (Picturesque garden)، لمخالفتها التَشْكِيلة، أصبحت العربة المميّزة لترقيةِ الحركاتِ المعادية للملكيةِ، في الحقيقة، الحديقة الخلابة بَدأتْ كتعبير ضِدِّ الحكم المطلقِ. المنظرين الأوائل مثل أنتوني إيرل Shaftesbury (1621-83) ويوسف أديسن (1672-1718) المنتمي إلى حزب الويج (Whig), وهو من مؤسسين البرلمانية الليبرالية. كما بيفزنير (Pevsner) الذي أشارَ إلى استعمال الميزّاتَ الطوبوغرافية للريفِ الإنجليزيِ، والعبقري لوشي (loci)، الذي طلبِ مُوَاجَهَة السياساتِ المُطلقيةِ التي فيها الحديقةِ الرسميةِ الكلاسيكيةِ تُهتَمُّ بالتَجْسيد. المنظرية أصبحَت التمثيلَ المضادَ للطبيعةِ ومجازياً (metaphorically) لمجتمع حقيقيِ، جميلِ وفي حالِه جيدةِ، الذي قُيدَ بشكل ظالم من قاعدةِ لاعقلانيةِ متصلّبةِ أجنبيةِ، فُرضتْ بشكل اعتباطي وظالم مِن قِبل الرُعاة الأميريينِ. هذا الموقفِ أُبدىَ بشكل واضح جداً مِن قِبل Shaftesbury متحدثاً عن النظام الطبيعي الجديد.

##### صيحة الإقليمية الجديدة
«... عبقريكَ، عبقرية المكانِ، وعبقرية العظماء سادَت أخيراً. أنا لَنْ استطيع مقاومةُ نَمُو العاطفةِ للأشياءِ الطبيعية؛ حيث لا فَنَّ، ولا وهمُ الرجالِ يمكن ان يفسدَ أو يكسر تلك الأصالَة البدائيةِ. صخور، طحالب. كهوف، شلالات المياهِ وكُلّ النِعَم المروّعة للبريّةِ نفسها، كتَمْثيل لطبيعةِ أكثرِ جاذبية وروعة من المهزلةِ الرسميةِ للحدائقِ الأميريةِ...»

### العمارة الإقليمية... الواقع والتطلعات
هو عنوان المقال الذي ألفة الأستاذ الدكتور سليم صبحي الفقيه، وفي النص التالي يوجد تلخيص لهذا المقال:
كتب الفيلسوف بول ريكو ان فرامبتون ختم كتابة (neovernacular architecture) قائلاً أن العولمة هي نتيجة تقدم مختلف الحضارات على مر العصور. بالرغم من ذلك فان العولمة أثرت بشكل سلبي على التراث الثقافي المحلي لمختلف الحضارات.
ومع أنها البوتقة التي انصهرت فيها الحضارات، العولمة أصبحت السلطة الوحيدة التي تقرر السكة التي يجب أن يتبعها المعماريون في تصميم البيئة المبنية في كل جزء من الكرة الأرضية.
هذه السلطة ناتجة عن التفوق التكنولوجي للعولمة ولأتلافها مع هيئات الدعاية والإعلان.
وبما أن العولمة تدفع وبشدة إلى إيجاد مجتمع استهلاكي ذو فكر موحد، فكيف يمكن للمجتمع، وبالأخص، الإسلامي أن يساير الحداثة من جهة والاحتفاظ بتراثه الثقافي من جهة أخرى (ازدواجية الولاء).
هذه الازدواجية يمكن أن تتحقق في اللحظة التي فيها العالم الإسلامي يأخذ زمام المبادرة في إنتاج العلم والمعرفة، دون التمسك التعصبي بالعادات والتقاليد في مواجهة العولمة ولإعطاء فكر معماري منفتح على التغيرات لإنشاء بيئة مبنية حديثة منسجمة مع الموقع.
مصطلح العمارة الإقليمية لا يعني أو لا يرادف العمارة المحلية (أو التراثية) التي هي نتاج عفوي للخبرة التراثية التراكمية للأجيال السابقة. في العالم العربي هناك القليل من البحوث التي تتعلق بالعمارة الإقليمية وسبب هذا، هو أن معظم المعماريين يفضلون الحداثة على حساب العمارة الإقليمية، بالرغم أن العمارة الإسلامية أثبتت فعاليتها من الناحية الاجتماعية والتقنية وفي الإبداع في إظهار العنصر المعماري.
من وجهة نظر الأكاديميين، العمارة الإقليمية هي تلك العمارة التي لها استقلال ثقافي، اقتصادي وسياسي.
إن عمل الأكاديميين يمثل أطار فكري يوفر الحماية الثقافية للناتج المعماري. وبما هذا الناتج ينطوي على العديد من التناقضات والتعقيدات، يمكن تحديد المراحل الهامة، التي مرت فيها العمارة الإقليمية، وهي:
- المشاركة الشعبية التي ظهرت بعد الثورة الصناعية والتي امتدت حتى القرن التاسع عشر، وبناءً عليها أسست العديد من المدارس المعمارية ذات المنهجيات الإقليمية والتي استمدت جذورها من خلال الدراسات الأثرية للعمارة الروماني واليونانية وتلك لعصر النهضة.
- المنهجية الحديثة للقرن العشرين التي نضجت من خلال استعمال مواد البناء الحديثة في عناصر معمارية مستلهمة من العمارة القديمة.
- اعتماد مبدأ وخصائص العمارة المحلية، الناتجة من الخبرات المتراكمة، دون الوقوع في الأخطاء التناقضية لهذه العمارة، كما هو مشروح في كتاب دون فسكي : عمارة بدون معماريين (architecture without architects)
- اعتماد مبدأ الثقافة والتركيز على العوامل الاجتماعية واعتبار العوامل الأخرى، مثل المناخ، البيئة والمواد المستعملة كعناصر تكميلية للعمارة الإقليمية.

هذا المبدأ يمكن تطبيقه على العمارة التقليدية الإسلامية، مع العلم أن هناك صعوبات وتحديات ناتجة من انتشار فكر العولمة بين المعماريين العرب من جهة ومن التكلفة العالية والجهد الإضافي الذي يجب بذله من قبل كامل المجتمع من جهة أخرى، لاجتياز تلك التحديات، لتوحيد الفكر المعماري الإقليمي ولتكوين جسر بين تراث الماضي وحداثة المستقبل.

## أسئلة وأجوبة

### ما هي الإقليمية؟
الإقليمية هي ردة فعل على آثار التنميط العالمي للحداثة، ولكن هي أيضا محاولة للخروج من الحداثة نحو عمارة حساسة للثقافة وللبيئة، دون العودة إلى العمارة العامية.
مسببات الأقليمية هي الحفاظ على الهوية. في الماضي --، قبل الحداثة—المباني كانت تشيد وفقا للعرف والمواد والمعرفة المحلية. الآن، في عصر العولمة، في أي مكان في العالم، الجميع يرتدون نفس القميص (تي شيرت)، يأكلون نفس البرغر ويترددون على مباني متطابقة بينهم.
النقد الذي كتبة Frampton و Tzonis / Lefaivre يساعدنا على فراءة المباني التي لها خاصية إقليمية.